# バオー来訪者
『バオー来訪者』（バオーらいほうしゃ）は、荒木飛呂彦による日本の漫画作品、およびそれを原作とするOVA作品。集英社の少年向け漫画雑誌『週刊少年ジャンプ』に1984年45号から1985年11号まで全17話（単行本では全9話）が連載された。単行本は全2巻（文庫版は全1巻）。
主人公は、生物兵器「バオー」へと改造された青年「橋沢育朗」と予知能力を持つ少女「スミレ」の2人。バオーの超人的能力を狙う、政府系の秘密組織「ドレス」からの逃避行を中心に、2人の成長と相思を綴った物語。

## バオー
「バオー（BAOH）」とは変身した育朗を指す言葉ではなく、正確には彼の体内に寄生する40mmほどの寄生虫の名称である。バオーの宿主はヒトである必要はなく、作中では育朗以外にもバオーが寄生したイヌが登場している。この生物を生み出した霞の目博士の弁によれば、バオーを自由に利用することが可能になれば核爆弾級の戦力に匹敵し、「ドレス」は医学および軍事的な面で世界的優位に立てるという。バオーという名前は、作者によると当時話題となっていたバイオテクノロジーなどの「バイオ」から来ている。バオーは宿主の肉体へ進入したのち脳（動脈の中）に寄生し、寄生した日数にしたがって宿主に対する影響力を強めていく。百数十日で成虫になると宿主に産卵、孵った幼虫は宿主の身体をつき破り、新たな宿主へ寄生する（この設定はOVAでは排除されている）。また宿主の肺呼吸が停止すると仮死状態となり、その場合宿主の肉体は再び目覚めるまで老化することはない。
宿主が生命の危機に瀕すると、体内に分泌されたアドレナリンをバオーが感知し、宿主の精神を無力化させてその支配下におく（ただし、劇中では育朗が戦っている自分を次第に知覚していくようになる描写がある）。次に、血管を使い宿主の全身に分泌液をめぐらせ、宿主の骨・筋肉・腱を何倍にも強化し、強靭な肉体とさまざまな特殊能力を付与する。「ドレス」では、この変身を「バオー武装現象（アームド・フェノメノン）」と称している（詳細は後述）。寄生している日数が進むに従って、段階を踏んで徐々に武装現象を発現させていく。
武装現象中のバオーは、宿主の頭部に独自の「触角」を発現させ、これにより視覚・聴覚・嗅覚などの全感覚をまかなう。バオーは対象をすべて「におい」で感知しており、自身が嫌悪する敵意や悪意などの負の感情が持つ「におい」を放つ者を攻撃対象として認識している。また、これにより攻撃目標として認識された者を無力化することはバオーにとって「においを止める」行為に過ぎない。またそのにおいもいくつかにわけ理解しており「生きることを止められた者の悲しいにおい」、「邪悪なにおい」などを嗅ぎわけ、とりわけバオーが嫌いなのはドレスの刺客たちの「邪悪なにおい」である。また戦闘を通じて敵味方の区別をにおいから学ぶ学習能力も備え、味方を守ったりなどの行動をとり、生物としての進化を遂げていく。
また、武装現象の発現中は「バル」「バルバルバルバル」「ウォォォーーム」といった鳴き声（作中では主に咆吼として表現されている）のみを発し、宿主本来の音声・言語を発音することは基本的に無い。
なお、寄生虫バオーは霞の目博士が作り出した生物兵器であるが、劇中後半に変身もせずにバオーの能力が使えたり、攻撃を受け傷ついてもいないのに宿主の意思でバオーに変身したり、変身後に育朗の意識で行動し、しゃべったりと、人間である宿主の育朗がバオーを自在に操作できている。
劇中のこの寄生虫の描写は、夢枕獏による単行本のあとがきの批評にて、その姿を描いた「絵」の持つ説得力が高く評価されている。

### バオー武装現象
バオーは宿主の危険を察知すると、宿主の意識・肉体を一時的に支配し、危険から身を守るため宿主に武装現象（バオー・アームド・フェノメノン）を発現させる。武装現象の表記は劇中で一定していない。これらは「高い格調・強烈な描写・長くて覚えにくい名前」ということで、連載当時よく他のマンガなどのネタに使われた。主な能力は以下の通りで、放たれれば防御された事例がほぼない、正しく必殺技である。
OVAではこうした武装現象名を育朗が叫ぶことはなく、その多くは字幕で処理されている。つまり作者による解説。
バオー・メルテッディン・パルム・フェノメノン
体外に排出されると強力な酸に変わる体液を、主に掌から放出して金属などを溶解することができる。
作中の解説では、強力な酸によって自らの体組織も溶解しているが、酸を出すと同時に特殊なカスを作り出しており、このカスが新たな皮膚となって溶解部分を再生するため、事実上ダメージは無いとされている。
育朗の力が増大してきた結果、武装現象への変化なしに発動させることに成功している。
バオー・リスキニハーデン・セイバー・フェノメノン
前腕側部の皮膚組織を突出・硬質・鋭利化して刃物状にする。「セイバー オフ!」の掛け声で切り離して飛ばすことも可能。OVAでは掛け声なしで切り離している。
バオー・シューティングビースス・スティンガー・フェノメノン
毛髪を硬質化して射出する。標的に刺さり、体温の伝導などで一定温度に達すると発火する。
バオー・ブレイク・ダーク・サンダー・フェノメノン
体細胞から発生される電気を直列にして放出する。デンキウナギと同様の原理だが、バオーの筋肉細胞は一つ一つが強力なため、60000ボルトの高圧電流となる。直接放電する以外にも、レーザーへの電力供給を行ったりしている。
その他、治癒能力・代謝能力の活性化や体液の変質などにより、宿主の体の一部が切断されても貼り合わせるだけで元通りに接合したり、瀕死の生物に血を飲ませることでその命を救うことができるようになる。

## 登場キャラクター
声の項は特記ない限りOVA版のキャスト。

### 主要キャラクター
橋沢 育朗（はしざわ いくろう）
声：堀秀行 / 内山昂輝（ジョジョの奇妙な冒険 オールスターバトル）
研究機関ドレスの実験体としてバオーを寄生させられた少年。家族とともにドライブ旅行中に交通事故にあい、仮死体としてドレスに拉致され、仮死状態で研究所に移送される途中、偶然スミレによって目覚め、以降スミレと共に「ドレス」の刺客から追われることとなる。真面目で物静か。一人称は「ぼく」だったが、OVAでは「おれ」になっている。バイクには乗れる模様。
7歳の頃、氷の張った沼の上で友達と一緒にアイススケートを楽しんでいた時に沼の氷が割れて溺れかけた経験があり、バオーによる自分の体の異変に不気味さを感じた際にはその時の恐怖が甦るという描写があるが、OVAではカットされている。
最後はドレスの秘密研究所の自爆に巻き込まれ、海底で眠る。スミレは予知能力で彼女が彼と同じ17歳になった時に、再会するという映像を見ており希望を感じさせるラストを迎えている。
スミレ
声：日髙のり子
孤児院で育ち、予知能力の素質をドレスに認められた少女。性格はませていてとても口が悪い。序盤から育朗に好意を抱いている様子がある。その能力は微弱で自動書記（作中ではこれを「心を滑らせる」と表現している）やコックリさんなどの手段を用いるが、稀にはっきりとした映像（ヴィジョン）を見る。物語前半に逃亡中の資金を稼ぐため、予知能力を使い競馬場で大穴を当てている。育朗と同じ列車で移送中に車両を脱走し、育朗と出会う。物語後半で育朗をおびき寄せるためのおとりに使われ、ドレスの秘密基地で多数のレーザー砲で撃たれ致命傷を負うも救助に来たバオーの血液を飲み蘇生。生死不明となった育郎が地底湖の中で眠り続けている映像を遠感で察知し、さらに自分が17歳になった時に育朗と再会する予知の映像も見ており、その日を待ち続けるために六郎じいさん夫婦の養女になった。
OVAでは、孤児院の花畑にスミレが咲いていたことからこの名前をつけられたと育朗に語る場面がある。また、エピローグでのスミレの容姿や服装などが、原作と大きく異なる。
サニー・ステフェン・ノッツォ
ドレスが作り出した新生物。第一話でスミレと一緒に登場し、マスコットキャラクターとなっている。スミレによくなついており、よく人の顔を舐める。リスのような格好をした夜行性の小動物で、人に慣れる。末端がふくらんだ尾を持ち、これを使ってタンポポの綿毛のように風に乗って飛行が可能。脚にある折りたたみ式のトゲを使って餌を取る。背中には子育て用の袋があり、性別はメス。ジャンプ力は5メートル。ゴキブリが好物らしく、スミレは顔を舐められるのを嫌がっている。鳴き声は「キキー」「プーダ」「イーダ」など。にらめっこのような顔遊びをよくやる。名前の由来は仙台弁であてもなくふらつき歩く「放浪」、「能無し・怠け者」を意味する言葉「のっつぉ」。
OVAではゴキブリを食べる描写はカットされている。

### 秘密組織ドレス
ドレスは作中に登場する秘密組織で、兵器として使える新生物を作り出すための人工進化などを研究している。もとは旧日本軍の化学細菌戦部隊であったが、第二次世界大戦後、その研究はアメリカ合衆国に引き継がれドレスが設立された。北上山地や三陸海岸に研究所を持つほか、独自の偵察衛星や特殊工作員や特殊部隊などの戦力を有し、国鉄に専用列車を自由に走らせる特権も有する。
731部隊のその後をモデルにしているとみられる。
霞の目（かすみのめ）博士
声：永井一郎
ドレスの研究者で、寄生虫バオーの生みの親。遺伝子操作を施した様々な動物たちを、過酷な環境を作り出す実験室で飼育するという実験を「人工進化」と称して行い、それを繰り返してバオーをはじめとする新生物を多数生み出した。橋沢育朗を逃した責任を某国政府関係者から問われ、名誉挽回のため育朗たちに刺客を差し向ける。原作版では寺の住職が表向きの職業のようだが、OVAではその設定は削除されている。科学者としてはマッドサイエンティストの側面が強く、自身の最期に及んでもバオーを「私が生み出した最高傑作」と絶賛していた。
「なぜならッ!」が口癖。名前の由来は宮城県仙台市若林区にある地区のひとつである「霞目」から。
女工作員（ソフィーヌ）
声：井上瑤
第1話でスミレを逃がし育朗が覚醒する切っ掛けを作り、粛清を受けたドレスの名もなき女工作員。任務失敗の責を負い、顔を潰された遺体として発見される。一見普通の美女に見えるが檻の中から飛び掛ってきた犬2頭を手刀と蹴りですかさず倒しており、格闘技術もかなりのものである。
OVAでは設定が大きく異なり、ソフィーヌという名前を与えられている。また服装も赤のジャケットとミニスカートに変更され、ドレスの紅一点、霞の目博士の右腕として一際目立つ設定が加えられた。ラストシーンまで生き残り、霞の目博士と共に死亡した。
第22の男
声：沢木郁也
ドレスが放った、一人目の刺客。鼻には横に走る一本の傷跡があり、丸眼鏡の形をしたサングラスと「SCARFACE」と書かれたジャンパーを着ている。24時間以内の育朗の抹殺（エリミネート）と、ガソリンによる死体の焼却を指示され、育朗にナイフで重傷を負わせる。育朗とスミレがガソリンの残りが少ないバイクを奪って逃走したため、車でガソリンスタンドに先回りして育朗を殺害しようとするが、第一の攻撃化態であるバオー・メルテッディン・パルム・フェノメノンにより顔を溶かされて死亡。
OVAではジャンパーの文字はなく、またドルドの部下という設定になっている。
ドルド
声：池田秀一
ドレス特殊工作部門の戦闘員で、組織内では「サイボーグ・ドルド中佐」と呼ばれている。本人の弁によれば戦場では2500人を殺したという。暗殺術と狙撃の達人であり、霞の目が生み出した生物兵器・芳香蝙蝠や催眠術を駆使して育朗を狙う。育朗の始末には失敗したものの、スミレを誘拐して三陸沖にあるドレスの施設へと連れ去った。現役中に爆弾で重傷を負ったのがもとで体の半分以上がサイボーグ化されている。
サイボーグ化された体にさまざまな機能が装備されている。片腕が金属製の義手になっており、洗脳機械として変化し六助じいさんを催眠術にかけたり、超音波を発し芳香蝙蝠を操ることができるほか、仕込み銃として弾丸を発射できる。この義手は切り落とされても遠隔操作が可能で、内蔵された爆薬により爆弾としても使用できる。義手を外しライフルを装着＆右目をスコープに連結して狙撃する、といったメカニカルな描写もあった。体から数本のパイプが伸びハングライダーに変化して遠距離飛行もできる。
失敗続きから来る焦りから、単独行動でバオーの遠距離狙撃を狙うが失敗し、最期は霞の目博士の命令を受けたウォーケンによって粛清される。
OVAでは冷静なキャラクターとして振る舞い、登場時期や最期も原作と異なる。
ケイン、ブラッディ
スミレを救出するべく、ドレスの敷地内に進入した育郎の前に現れた2人組の刺客。ジャンプしながら2人で爆弾を投げつけるが空中で爆弾を停止させられ、新たに発現したバオーの武装現象「バオー・ブレイク・ダーク・サンダー・フェノメノン」の前に敗れ去った。バオーに瞬殺されたが、命令を無視したドルドを取り押さえ、連行できるほどの強さを持っている
OVAでは名前すら名乗る間もなく倒されている。
ウォーケン
声：屋良有作
架空のアメリカインディアンの部族・スクークム族の末裔で、誇り高き戦士。霞の目曰く「地上最強の超能力者」であり、物語における最強最後の敵としてバオーの前に立ちはだかる。戦いこそが全てであると語り、殺戮を生きがいとする男。敵であるバオーを自身と対等の力を持つ戦士と認め、命を賭した凄絶な戦いを繰り広げる。
分子を自在に振動させる超能力を持ち、液体を瞬時に沸騰させ、金属や岩石などあらゆる物体を振動させ粉砕できる。そのあまりにも強大な能力をセーブするために、普段は精神制御装置を組み込んだ特殊なヘッドホンを着用している。このヘッドフォンが外れると、味方の研究者なども容赦なく殺害するほどに暴走してしまう。必殺技はその能力を活かした分子空動波と分子地動波。またバオーのことをメインタイトルにもある「来訪者」と初めて呼んだのはウォーケンであり、初対面の際にも強敵として敬意を表している。
名前の由来は『集英社ジャンプリミックス 魔少年ビーティー対バオー来訪者』にて、アメリカの俳優「Christopher Walken」ではないかと推測されている。外見は、永井豪の漫画並びに同作の主人公『バイオレンスジャック』に酷似しており、本作のOVAを紹介した「アニメビデオカタログ'90」（玄光社MOOK）でもそれを指摘する記述がある。
OVAでは部族の名称がスクーム族となり、パワーセーブのために着用しているヘッドホンがバンダナになっていて透視能力で育郎たちが廃墟に身を潜めているのを突き止めたりもした。

#### ドレスの新生物
霞の目による「人工進化」の実験を経て誕生した、過酷な環境にも適応した体を持った動物たちのこと。いずれも動物兵器として開発されたもので、寄生虫バオーやノッツォなどもドレスの新生物である。
ここでは、バオーの敵として登場した動物たちを挙げる。OVAにはいずれも未登場。
マーチン
ドレスによって種の改良と戦闘用の訓練を施された、非常に大型のマンドリル。高度な知能と残忍な性格を併せ持ち、強靱な四肢から発揮される跳躍力はバオーを上回る。相手の動きを鈍らせる無臭の毒ガスや攻撃用のワイヤーなど様々な武器を体内に隠し持っている。包帯で顔を覆った専属の戦闘員により調教が行われ、彼が使用するムチの風を切る音による命令でバオーと戦う。このマーチンの主人ともいえる戦闘員が顔を包帯で覆っているのは、訓練中マーチンに「じゃれつかれ」重傷を負ったためである。
名前の由来は『集英社ジャンプリミックス 魔少年ビーティー対バオー来訪者』にて、アメリカの俳優「Dean Martin」ではないかと推測されている。
OVAには未登場。
芳香蝙蝠（アロマ・バット）
ドルドが育朗を暗殺するために使用したコウモリで、その名の通り特殊な芳香を放つ。ドルドの義手から出る超音波で操られている。その芳香でバオーに変身した育朗の触角を麻痺させ、劇中では体の自由を奪っている。
ネペンデス液
熱帯の食虫植物「ネペンテス」ことウツボカズラを遺伝子改良して消化液を採取したもので、ありとあらゆる生物を骨まで分解する。バオーの治癒力よりも分解速度が速く、バオーを施設内に隔離してネペンデス液を排出。さらに液グモで迎撃・排除しようと試みた。
液グモ
タランチュラを巨大化させたようなクモ。体内に特殊な酵素を持っているため、ドレスが開発した食虫植物が持つネペンテス液の消化酵素を強化した液体の中でも自由に動くことが可能。口から伸びた管を相手の体に突き刺しその体液を吸い尽くすとされていたが、バオーには通用しなかった模様。

### その他
OVAにはいずれも未登場。
六助じいさん
育朗たちが逃避行中に立ち寄った民家の住人。山奥で猟師（マタギ）として生活している。息子がいるが都会に出て行ってしまったため、現在は妻と2人暮らし。はじめは育朗たちを怪しんでいたが、育朗の紳士的な態度を信頼し、先祖代々のマタギのしきたりに沿い、一夜の宿を貸す。後にスミレを引き取り面倒を見ている。
おばあさん
六助じいさんの妻。逃避行中の育朗とスミレを怪しみ、育朗たちに冷たく接していた。六助じいさんがドルドによって負傷させられたことで育朗を責めるが、六助じいさんに諭され自分の行為を反省。スミレを取り戻そうとする育朗に、息子が残していったバイクと旅費を手渡す。
綾
道を尋ねられた育朗に一目惚れする女性。線路に足を挟まれ列車事故に遭うところを育朗に命を助けられ、地図を探す道案内をする。彼女とのアクシデントがきっかけで、育朗は次第にバオーの潜在能力を意識的にコントロールできるようになってゆく。一緒に居続けることでドレスの刺客の追っ手の巻き添えにさせないため、育朗は彼女の前から姿を消した。
一緒に彼女に好意を抱く知り合いの男性がおり、話しかけてきた育朗に敵意むき出しの対応をしていたが、彼女の足が挟まれた際に何もせずにその場から逃げ出してしまった。

## 書誌情報
単行本
1. 無敵の肉体バオーの巻 1985年9月9日発売、ISBN 4-08-851029-1
2. 魔人ウォーケンの巻 1985年11月8日発売、ISBN 4-08-851030-5

文庫本
- 2000年6月16日発売、ISBN 4-08-617486-3

## 補足
- 本作は短期間で連載終了となったが、『集英社ジャンプリミックス 魔少年ビーティー対バオー来訪者』の記載では、ストーリーが纏まっていることから連載当初より物語構成が考えられており、2巻分程度の内容を想定して書かれていたと推測されている[4]。
- 荒木自身は本作について、単行本1巻表紙カバーでのコメント欄で「カッコイイけど悲しいお話」とコメントしている。
- 本作品はラポート株式会社発行の『月刊ファンロード』1986年5月号にて特集が組まれた。また表紙（普段は特集作品のイラストをファンが描く）や中折ポスターも荒木本人の描き下ろしであり、写真入りでファンとの対談記事も組まれている。なお、この特集が縁で『ジョジョの奇妙な冒険』単行本第1巻末にファンロード編集長浜松克樹が推薦文を寄稿している。
- 単行本巻末のコメントは、1巻が寺沢武一で2巻が夢枕獏。夢枕はこのコメントの最後で「続編は描かれなければならない」との言葉で締めくくっており、荒木自身も「続きを描かないのか」と時々言われることがあるそうだが、荒木は「自分の中では終わった話」としている[1]。
- 連載当時まだ荒木飛呂彦が無名だったにもかかわらず、そのインパクトから数人の著名マンガ家には強い印象を与えており、荒木の名がマンガ家の対談などに上がったことがある。同時期に連載を開始した強殖装甲ガイバーの著者高屋良樹は連載当時は成体兵器物という共通点もあって自作への影響を避けるために読まなかったが、のちに楽しんで読んだと述べている。
- 漫画『198Xメモリーズ』（井上和郎）では、作中の登場人物たちが本作について盛り上がっている場面がある。

## OVA
1989年に製作され、同年9月16日にテアトル池袋と大阪の2館のみであるが、OVAとして発売される前に東宝で劇場公開もされた。併映は『ザ・ボーグマン ラストバトル』。バオーの時限爆弾的な特性や育朗のトラウマなど、深く語られないで終わった設定は排除されている。

### スタッフ
- 原作 - 荒木飛呂彦
- 総監修・絵コンテ - 鳥海永行
- キャラクターデザイン・作画監督 - 沙那芭美智
- 作画監督補佐 - 大橋誉志光、高木弘樹、増尾昭一
- メカニックデザイン - 田野雅祥
- 脚本 - 寺田憲史
- 企画 - 阿部高久、藤原正道
- 制作 - 中野和雄、斎春雄
- プロデューサー - 深草礼子
- 音楽プロデューサー - 大場龍雄、藤田純二
- 演出 - 横山広行
- 撮影監督 - 金子仁
- 美術監督 - 宮前光春
- 音響監督 - 松浦典良
- 音楽 - 難波弘之
- 編集 - 掛須編集室
- 制作協力 - スタジオぴえろ

### 主題歌
エンディングテーマ「永遠のSoldier」
作曲：茂村泰彦 / 作詞：安藤芳彦 / 編曲：難波弘之 / 歌手：町田義人

### ビデオ / LD / DVD
- ビデオ、LD - 1989年に発売。ビデオは同年11月1日にVHS・ベータマックスの2種で発売、LDは同年12月21日発売。
- DVD - 2003年4月2日 東芝デジタルフロンティアから発売。販売元はジェネオンエンタテインメント。

### サウンドトラック
1989年10月11日に、OVAで使用されたBGM全19曲を収録した音楽集がCDとテープで発売されている。

## ゲームへの登場
作品単独としてのゲームは製作されていないが、PS3用ソフト『ジョジョの奇妙な冒険 オールスターバトル』（2013年8月29日発売）にて、DLC追加キャラクターとして「橋沢育朗（バオー）」が配信されている。2022年9月1日（Steamは同年9月2日）発売の『ジョジョの奇妙な冒険 オールスターバトルR』でも登場するがこちらはDLCではなく最初から使用が可能となっている。
担当声優はOVA版の堀秀行から内山昂輝に変更されている。OVA版では字幕で処理されていた技の名前は、ナレーションの大川透が叫び、育朗の心の声も同様にナレーションが担当している。

## 立体物
- メディコム・トイ REAL ACTION HEROES（リアルアクションヒーローズ）RAH No.367 バオー（ワンダーフェスティバル 2008 [冬] 開催記念限定商品） 2008年2月24日発売。
- バンダイ Manga Realization（マンガリアライゼーション）バオー来訪者 2010年3月20日発売。
- メディコム・トイ REAL ACTION HEROES（リアルアクションヒーローズ）RAH No.546 バオー（リニューアルver.） 2011年8月30日発売。
- メディコス・エンタテイメント　超像可動“バオー来訪者 ”【バオー】限定版 2017年2月19日発売。